# ハイネ・カントールの定理
ハイネ・カントールの定理（英語: Heine–Cantor theorem）とは、次のような定理である。
M をコンパクトな距離空間、N を距離空間とする。このとき、任意の連続関数 f  : M → N は一様連続である。

## 微分積分学における言明
微分積分学では次のように表現される。
定理　有界閉区間 I 上の連続関数 f : I  → R は一様連続である。

## 証明
実数 {\displaystyle \varepsilon >0} を任意に取る。連続性より、各 {\displaystyle x\in M} に対して {\displaystyle U_{x}:=f^{-1}(D_{N}(f(x);\varepsilon /2))} は {\displaystyle x} を含む {\displaystyle M} の開集合である。ここで {\displaystyle D} は開球を表す。{\displaystyle D_{M}(x;2\delta )\subseteq U_{x}} となるような {\displaystyle D_{M}(x;\delta )} たちの全体は {\displaystyle X} の開被覆を成す。{\displaystyle X} はコンパクトだから有限部分被覆 {\displaystyle \{D(x_{i};\delta _{i})\mid i=1,\ldots ,n\}} が取れる。{\displaystyle \delta :=\min _{i}\delta _{i}} と置く。いま {\displaystyle x,y\in M} について {\displaystyle d_{M}(x,y)<\delta } と仮定する。ある {\displaystyle i} に対して {\displaystyle x\in D_{M}(x_{i};\delta _{i})} である。よって三角不等式より {\displaystyle y\in D_{M}(x_{i};\delta +\delta _{i})\subseteq D_{M}(x_{i};2\delta _{i})} である。ここから {\displaystyle x,y\in U_{x_{i}}} が分かる。すなわち {\displaystyle f(x),f(y)\in D_{N}(f(x_{i});\varepsilon /2)} である。三角不等式から {\displaystyle d_{N}(f(x),f(y))<\varepsilon } が分かる。